# Micropholis maguirei
Micropholis maguirei là một loài thực vật thuộc họ Sapotaceae. Loài này có ở Brasil và Venezuela.